# 錫達波因特 (北卡羅萊納州)
錫達波因特（英語：Cedar Point）是一個位於美國北卡羅萊納州加特利縣的城鎮。

## 人口
根據2020年美國人口普查的數據，錫達波因特的面積為5.94平方千米，當中陸地面積為5.76平方千米，而水域面積為0.18平方千米。當地共有人口1764人，而人口密度為每平方千米297人。